# 주한 튀르키예 대사관
주한 튀르키예 대사관(튀르키예어: Türkiye'nin Seul Büyükelçiliği)은 튀르키예 정부가 서울특별시 중구에 설치한 대사관으로 대사는 살리 무랏 타메르이며 북한을 겸임하고 있다.

## 역사
- 1957년 3월 : 대사급 외교관계 수립
- 1957년 10월 : 주한 터키 대사관 개설
- 2017년 12월 : 대사관 이전 (기존 용산구 남영동 비비안빌딩에서 중구 해동빌딩으로 이전)[2]
- 2022년 6월 : 공관명을 주한 튀르키예 대사관으로 변경

## 주요 업무
주한 튀르키예 대사관의 주요 업무는 대한민국 정부와의 외교 교섭 및 경제 협력, 자국 국민의 보호와 여권 발급, 튀르키예 여행객에 대한 사증 발급, 국가 정보 및 관광 정보 등을 위주로 제공하고 있다.

## 관할 구역 및 겸임국
- 관할 구역 : 대한민국 전 지역
- 겸임국 : 북한

## 평양에서의 대사관 설치 문제
에신 에르친 전 튀르키예 대사가 2018년 당시 김영남 북한 최고인민회의 상임위원회 위원장과의 면담 과정상 평양직할시에 튀르키예 대사관을 만들겠다며 제안하려고 요청하였으나 미국의 대북 제재 등으로 인해 평양직할시에 튀르키예 대사관을 개설할 수 없다고 밝혔다.

## 교통
수도권 전철 3호선(서울 지하철 3호선) 동대입구역에 하차하여 도보로 5분이면 주한 튀르키예 대사관에 올 수 있다. 그 외에도 다수의 시내버스를 이용해도 되며, 동대입구역 인근에는 지하철 1, 2, 4, 5, 6호선 등이 접근된다.

## 같이 보기
관련 항목
- 주튀르키예 대한민국 대사관

주변국에 설치한 튀르키예 공관
- 주일본 튀르키예 대사관